# Liste des paroisses civiles du Yorkshire du Sud

Localisation du comté du Yorkshire du Sud en Angleterre.

Voici la liste des paroisses civiles du comté cérémoniel du Yorkshire du Sud, en Angleterre. Le comté n'est pas entièrement découpé en paroisses.

## Liste des paroisses civiles par district

### Borough métropolitain de Barnsley

Carte du borough métropolitain de Barnsley.

- Billingley
- Cawthorne
- Dunford
- Great Houghton
- Gunthwaite and Ingbirchworth
- High Hoyland
- Hunshelf
- Langsett
- Little Houghton
- Oxspring
- Penistone (ville)
- Shafton
- Silkstone
- Stainborough
- Tankersley
- Thurgoland
- Wortley

### Borough métropolitain de Doncaster

Carte du borough métropolitain de Doncaster.

- Adwick upon Dearne
- Armthorpe
- Askern (ville)
- Auckley
- Austerfield
- Barnburgh
- Barnby Dun with Kirk Sandall
- Bawtry (ville)
- Blaxton
- Braithwell
- Brodsworth
- Burghwallis
- Cadeby
- Cantley
- Clayton with Frickley
- Conisbrough Parks
- Denaby
- Edenthorpe
- Edlington (ville)
- Fenwick
- Finningley
- Fishlake
- Hampole
- Hatfield (ville)
- Hickleton
- High Melton
- Hooton Pagnell
- Kirk Bramwith
- Loversall
- Marr
- Moss
- Norton
- Owston
- Rossington
- Sprotbrough and Cusworth
- Stainforth (ville)
- Stainton
- Sykehouse
- Thorne (ville)
- Thorpe in Balne
- Tickhill (ville)
- Wadworth
- Warmsworth

### Borough métropolitain de Rotherham

Carte du borough métropolitain de Rotherham.

- Anston
- Aston cum Aughton
- Bramley
- Brampton Bierlow
- Brinsworth
- Catcliffe
- Dalton
- Dinnington (ville)
- Firbeck
- Gildingwells
- Harthill
- Hellaby
- Hooton Levitt
- Hooton Roberts
- Laughton en le Morthen
- Letwell
- Orgreave
- Maltby (ville)
- Ravenfield
- Thorpe Salvin
- Thrybergh
- Thurcroft
- Todwick
- Treeton
- Ulley
- Wales
- Waverley
- Wentworth
- Whiston
- Wickersley
- Woodsetts

### Borough métropolitain de Sheffield

Carte du borough métropolitain de Sheffield.

- Bradfield
- Ecclesfield
- Stocksbridge (ville)